# Bestellpunktsystem
Das Bestellpunktsystem (auch Bestellpunktverfahren) ist ein Verfahren zur Bestimmung von Bestellzeitpunkt und Bestellmenge in der Lagerhaltung. Durch die Anwendung des Bestellpunktsystems wird sichergestellt, dass immer Ware im Lager verfügbar ist, wenn sie benötigt wird. Das Bestellpunktsystem ist ein Teilbereich der Bestellpolitik. Es gehört zu den verbrauchsorientierten Bestellverfahren, die in Bestellpunktsystem und Bestellrhythmussystem unterteilt werden können.

## Eigenschaften
Beim Bestellpunktsystem wird eine Bestellung ausgelöst, sobald im Lager ein zuvor festgelegter Meldebestand (s) (= Bestellpunkt) erreicht wird. Diese Überprüfung erfolgt nach jedem Lagerabgang. Da die Bestelltermine nicht im Vorhinein definiert sind, spricht man von variablen Bestellterminen.
Die Höhe des Meldebestandes ist abhängig vom typischen Verbrauch bis zum Eintreffen der bestellten Ware und einem Sicherheitsbestand (= eiserne Reserve), falls es zu ungewöhnlichen Lieferzeiten oder höheren Verbräuchen kommt. Idealerweise trifft die bestellte Ware dann ein, wenn im Lager gerade der Sicherheitsbestand erreicht wurde.
Im Bestellpunktsystem werden zwei verschiedene Varianten eingesetzt.
- (s,q)-Politik oder Bestellpunkt-Losgrößen-Politik: wird der Meldebestand (s) erreicht, so wird eine festgelegte Menge (q) bestellt. Die Menge q wird meistens anhand der Formel für die optimale Bestellmenge berechnet (siehe unten).
- (s,S)-Politik oder Bestellpunkt-Lagerniveau-Politik: wird der Meldebestand (s) erreicht, so wird das Lager wieder auf den Sollbestand (S) aufgefüllt.

Beide Politiken erfordern eine ständige Beobachtung des Lagerbestandes, was mit den heutigen Bestandsführungssystemen (WWS, ERP, WMS) kein echtes Problem mehr darstellt.
Die feste Bestellmenge (q) wird anhand der Andler'schen Formel für die optimale Bestellmenge definiert:
optimale Bestellmenge = {\displaystyle {\sqrt {\frac {200\cdot {\text{Jahresbedarf}}\cdot {\text{feste Bestellkosten/Bestellung}}}{{\text{Preis/Mengeneinheit}}\cdot ({\text{Zinssatz}}+{\text{Lagerkostensatz}})}}}}
oder:
optimale Bestellmenge = {\displaystyle {\sqrt {\frac {2\cdot {\text{Jahresbedarf}}\cdot {\text{feste Bestellkosten/Bestellung}}}{{\text{Preis/Mengeneinheit}}\cdot ({\text{Zinssatz}}(\%)+{\text{Lagerkostensatz}}(\%))}}}}
Die Berechnung der Bestellmenge bei Einsatz der (s,S)-Politik erfolgt so:
Bestellmenge = S – aktueller Lagerstand

## Möglichkeit zur Bestimmung des Meldebestandes
- Meldebestand = 0

Bestellung erst nach vollständigem Verbrauch: Bestellt wird, wenn der Vorrat völlig aufgebraucht ist. Diese Vorgangsweise ist nur möglich, wenn die Lieferanten sehr schnell liefern, und die Fehlmengenkosten sehr gering sind.
- Meldebestand = typischer Verbrauch bis zum Eintreffen der Lieferung

Der Meldebestand wird so groß gewählt, dass bei durchschnittlichem Verbrauch und bei durchschnittlicher Beschaffungszeit keine Lücke in der Versorgung auftritt. Auch bei diesem Verfahren besteht die Gefahr, dass es zu Fehlbeständen kommt. Der tägliche Bedarf kann während der Beschaffungszeit über dem Durchschnitt liegen und/oder die durchschnittliche Beschaffungszeit kann vom Lieferanten überschritten werden.
- Meldebestand = typischer Verbrauch bis zum Eintreffen der Lieferung + Sicherheitsbestand

Muss ein Fehlbestand auf jeden Fall vermieden werden, so wird der Meldebestand um einen Sicherheitsbestand erhöht (z. B. bei Materialien und fertigbezogenen Teilen, ohne die die Produktion nicht weitergeführt werden könnte).
BP = DV · BZ + SB
BP = DV · (BZ + SZ)
BP = Meldebestand, Bestellpunkt;
DV = Durchschnittlicher Verbrauch pro Zeitspanne;
BZ = Beschaffungszeitraum;
SB = Sicherheitsbestand, Mindestbestand;
SZ = Sicherheitszeit

## Sicherheitsbestand
Da für die Berechnung des Meldebestandes nicht immer genaue Daten vorliegen, werden für die Lieferzeit (= Beschaffungszeit) und den Verbrauch Durchschnittswerte angenommen. Kommt es zu einer verzögerten Lieferung oder zu einem höheren Verbrauch, treten Lücken in der Versorgung auf.
Der Sicherheitsbestand deckt drei Unsicherheiten ab:
- Bedarfsunsicherheit (ermittelter Bedarf stimmt nicht mit dem täglichen Bedarf überein)
- Lieferunsicherheit (Soll-Lieferzeit stimmt nicht mit der Ist-Lieferzeit überein)
- Bestandsunsicherheit (Buchbestand und Lagerbestand stimmen nicht überein)

In jedem Unternehmen kann der Sicherheitsbestand individuell nach eigenem Ermessen festgelegt und unterschiedlich ermittelt werden. Da der Sicherheitsbestand permanent Lagerkosten verursacht, sollte er so gering wie möglich sein. 
Das Diagramm veranschaulicht den Vorgang noch einmal grafisch:

## Vergleich zum Bestellrhythmussystem
Da bei jedem Lagerabgang der Lagerbestand mit dem Meldebestand verglichen wird, können kurzfristige Bedarfsschwankungen schneller berücksichtigt werden, weil keine fixen Bestellintervalle vorgegeben sind. Fehlmengenkosten können so leichter reduziert werden, wenn der Meldebestand dementsprechend hoch angesetzt ist.
Die Lagerhaltungskosten und somit eine zusätzliche Kapitalbindung sind von der Höhe des Sicherheitsbestandes abhängig.

## IT-Unterstützung
Moderne Bestandsführungssysteme wie Warenwirtschaftssysteme, ERP und WMS ermöglichen eine kontinuierliche Überwachung des Lagerbestands und automatisieren den Bestellprozess, indem sie Bestellungen auslösen, sobald der Meldebestand erreicht wird. Diese Systeme nutzen fortschrittliche Datenanalyse, um den typischen Verbrauch und den Sicherheitsbestand präzise zu berechnen. Zukünftige Entwicklungen in der IT, wie der Einsatz von künstlicher Intelligenz und IoT-Geräten, könnten möglicherweise, die Genauigkeit und Reaktionsfähigkeit des Bestellpunktsystems weiter zu verbessern, indem sie genauere Verbrauchsvorhersagen und verbesserte Lagerüberwachung ermöglichen.